# Doungou Camara
Doungou Camara (* 7. Januar 1995 in Pontault-Combault, Frankreich) ist eine französisch-senegalesische Handballspielerin, die bei al Ahly SC in der höchsten ägyptischen Liga im Frauen-Handball spielt. Camara ist zudem Spielführerin der senegalesischen Nationalmannschaft.

## Karriere
Camara spielte von 2013 bis 2017 in der Erstligamannschaft von Issy Paris Hand und gewann in ihren ersten beiden Spielzeiten 2013/14 und 2014/15 jeweils die französische Vizemeisterschaft. Mit ihrem Verein erreichte sie außerdem in der Saison 2013/14 das Finale des französischen Handball-Pokals der Frauen (La Coupe de France de handball féminin), das am 24. Mai 2014 mit 18:20 gegen CJF Fleury Loiret verlorenging.
Im März 2017 wurde bekannt, dass sie zur Saison 2017/18 zum Ligarivalen Le Havre AC Handball wechselt. Nachdem Camara in der Saison 2019/20 beim Zweitligisten Stella Saint-Maur Handball unter Vertrag gestanden hatte, wechselte sie zum Erstligisten Fleury Loiret HB. Als Fleury in finanzielle Schwierigkeiten geraten war, verließ sie den Verein und schloss sich dem ägyptischen Verein al Ahly SC an.
Auf internationaler Ebene erreichte die Rückraumspielerin im Mai 2014 mit Issy Paris Hand die Finalspiele des EHF Challenge Cup der Frauen 2013/14. In Hin- und Rückspiel unterlagen die Französinnen denkbar knapp dem schwedischen Vertreter H 65 Höör aufgrund der Auswärtstorregel (Gesamtstand 42:42).
Camara bestritt mehrere Länderspiele für die französische Juniorinnen-Auswahl. Mittlerweile gehört sie der Auswahl der senegalesischen Frauen-Handballnationalmannschaft an, mit der sie Bronze bei den Afrikaspielen 2015 gewann.
Bei der Handball-Afrikameisterschaft der Frauen 2016 erreichte Camara mit dem Senegal zunächst das Halbfinale, das sportlich mit 26:20 gegen Tunesien gewonnen wurde. Gegen die Wertung dieses Spiels legte Tunesien allerdings erfolgreich Protest ein, da Camara noch im Sommer 2014 bei der U-20-Handball-Weltmeisterschaft der Frauen 2014 für Frankreich gespielt hatte und die dreijährige Sperre für Nationalmannschaften noch nicht abgeschlossen war. Daraufhin wurde sowohl Camara als auch die senegalesische Mannschaft disqualifiziert.
Camara nahm mit Senegal an der Weltmeisterschaft 2023 teil und belegte den 18. Platz. Sie erzielte im Turnierverlauf 16 Treffer.